# Randy Johnson
Randall David Johnson (Walnut Creek, 10 settembre 1963) è un ex giocatore di baseball statunitense.
Soprannominato "The Big Unit", in 22 anni di carriera nella Major League, Johnson ha giocato per sei squadre diverse, per ultima nel 2009 con i San Francisco Giants.
Nel 2004 è stato uno dei pochissimi lanciatori nella storia del baseball che sia riuscito nell'impresa di realizzare un perfect game. Aveva già realizzato un no-hitter nel 1990 ma senza arrivare alla "partita perfetta". Sempre nel 2004 ha raggiunto quota 4000 strikeout e in questa speciale classifica è al secondo posto tra i lanciatori di tutti i tempi.
Ha inoltre ottenuto cinque Cy Young Award, premio per il miglior lanciatore dell'anno, secondo solo ai sette di Roger Clemens, e nel 2002 ha conquistato la tripla corona (guidando la lega in vittorie, media PGL e strikeout).
Il 4 giugno 2009 ha ottenuto la 300ª vittoria, entrando così a far parte del Club delle 300 vittorie.
È il primo ad aver sconfitto almeno una volta ogni squadra della Major League.
Il 5 gennaio 2010 ha annunciato il suo ritiro dal baseball professionistico.

## Palmarès

### Club
- World Series: 1

Arizona Diamondbacks: 2001

### Individuale
- Cy Young Award: 5

1995, 1999–2002
- MLB All-Star: 10

1990, 1993–1995, 1997, 1999–2002, 2004
- Miglior giocatore delle World Series: 1

2001
- Tripla corona: 1

2002
- Leader della MLB in vittorie: 1

2002
- Leader della MLB in media PGL: 4

1995, 1999, 2001, 2002
- Leader della MLB in strikeout: 9

1992–1995, 1999–2002, 2004
- Numero 51 ritirato dagli Arizona Diamondbacks